# 城巴43M線
城巴43M線是香港島一條巴士路線，循環來往田灣邨及石塘咀，提供華貴邨、華富邨及域多利道沿途來往堅尼地城、石塘咀的巴士服務，以便南區居民接駁港鐵。本線是唯一一條服務域多利道（摩星嶺道交界以南至華翠街止，即大口環墳場一帶）一帶的全日非過海巴士路線（過海服務則由971線提供）。

## 背景
運輸署預計港鐵港島綫西延於2014年下半年通車後，部份南區居民會改到香港大學站轉乘港鐵前往上環至銅鑼灣區，新巴43X及46X線客量會因而大減，故在2013年7月發表的「配合西港島綫及南港島綫（東段）通車的公共交通服務重組計劃」文件內建議新巴開辦43M線，循環來往田灣及堅尼地城，取代該兩線及M47線之服務，途經華富邨、薄扶林道及堅尼地城站，以便沿線居民接駁港鐵。經地區諮詢後，運輸署於同年11月修訂方案，路線由華貴邨開出，並改經域多利道而不經薄扶林道，並提供與1、4X及7號線之間的轉乘優惠
運輸署隨後於2014年1月修訂方案，建議路線改為循環來往堅尼地城（卑路乍灣）及田灣邨，途經華貴邨。至同年3月，方案再被修改，總站回復設於南區，循環來往田灣邨及石塘咀，途經域多利道，並改由城巴營辦。
在運輸署2014年7月的最後定案中，田灣開出的尾班車由23:30延長至23:50。同年12月運輸署刊發的正式改動小冊子，則將田灣開出的頭班車由06:00提早至05:40。
最終43M線於2014年12月28日投入服務，以替代當日起停辦的M47線，並設與港鐵之轉乘優惠。

## 歷史
- 2014年12月28日：本線投入服務，以配合港島綫西延通車，並取代M47線之服務。
  - 本線之開辦是「配合西港島綫及南港島綫（東段）通車的公共交通服務重組計劃」中首批實施的改動之一，取代同日停辦的M47線。本線保留舊日M47線的全部分段收費，另增設華富邨往田灣$3.0分段收費[2][1][3][4][5][6][7]。
- 2015年5月1日：往石塘咀方向加設域多利道華翠街站[8]。
- 2015年12月28日：本線取消與港鐵的$0.5轉乘優惠。
- 2016年6月1日：本線與城巴其他7條路線展開「Next Bus」實時抵站時間查詢試驗服務[9]。
- 2017年5月15日：由於乘客量偏低，以及配合南港島綫通車的路線重組，本線由原本的每12-20分鐘一班調整至每20-25分鐘一班。
- 2021年8月30日：本線由原本的每20分鐘一班調整至每30分鐘一班。[10]

## 服務時間及班次
| 田灣邨開 | 田灣邨開    | 田灣邨開     |
| 日期     | 服務時間    | 班次（分鐘） |
| -------- | ----------- | ------------ |
| 每日     | 05:40-07:10 | 30           |
| 每日     | 07:30       |              |
| 每日     | 08:00-17:00 | 30           |
| 每日     | 17:20       |              |
| 每日     | 17:50-23:50 | 30           |

## 收費
全程：$6.9
- 香港大學李嘉誠醫學院往石塘咀：$6.3
- 摩星嶺徑往石塘咀：$4.7
- 西市街往田灣邨：$6.9
- 香港大學李嘉誠醫學院往田灣邨：$4.4
- 華翠街往田灣邨：$3.9

| - 本線設有12歲以下小童及65歲或以上長者半價優惠。 - 65歲或以上香港居民使用「樂悠咭」，以及12歲以下合資格殘疾兒童使用「殘疾人士身份」個人八達通繳付車資，均可享有每程$2.0或半價（以較低者為準）的票價優惠；12至64歲合資格殘疾人士使用「殘疾人士身份」個人八達通（包括「樂悠咭」），以及60至64歲香港居民使用「樂悠咭」繳付車資，均可享有每程$2.0或全費（以較低者為準）的票價優惠。 - 65歲或以上長者如使用長者或一般個人八達通繳付車資，則只可享有半價優惠；12至64歲合資格殘疾人士如不使用「殘疾人士身份」個人八達通，以及60至64歲人士如不使用「樂悠咭」繳付車資，必須繳付全費。 - 乘客可以現金或八達通於上車時付款，不設找續。 - 每位成人乘客可免費攜帶最多兩名4歲以下而不佔座位的兒童乘客乘車，超額之4歲以下小童必須繳付小童車費乘車。 - 九龍巴士、城巴及龍運巴士全職員工及家屬（不包括外判職員）可免費乘搭本路線，惟必須拍職員或職員家屬八達通。 - 乘客亦可使用AlipayHK「易乘碼」、支付寶、WeChatHK／微信支付「搭車碼」、銀聯雲閃付「乘車碼」及BOC Pay「乘車碼」、具有感應式支付功能的VISA、Mastercard及銀聯卡，以及Apple Pay、Google Pay及Samsung Pay流動支付平台繳付車資。使用此支付方式的乘客可享有中途下車之分段收費，以及與其他城巴獨營路線或聯營線城巴班次之轉乘優惠，惟不適用於與非城巴路線之轉乘優惠。乘客亦不能享有「公共交通費用補貼計劃」及「長者及合資格殘疾人士公共交通票價優惠計劃」。 |

- 往石塘咀方向，於西市街或之前登車的乘客，如需繼續前往中遠酒店或之後往田灣邨方向的車站，須於德輔道西（山道）車站重新繳付車資。

### 八達通轉乘優惠
乘客登上本線後指定時間內以同一張八達通卡轉乘以下路線，或從以下路線登車後指定時間內以同一張八達通卡轉乘本線，次程可獲車資折扣優惠：
43M←→1、5B、10，轉乘時限為90分鐘
- 43M往石塘咀 → 1往跑馬地、5B往銅鑼灣或10往北角碼頭，次程車資全免
- 1、5B或10往堅尼地城 → 43M往田灣邨，回贈首程車資

43M←→A10
- 43M往石塘咀 → A10往機場，回贈首程車資，轉乘時限為90分鐘
- A10往鴨脷洲 → 43M往田灣邨，次程車資全免，轉乘時限為120分鐘

## 使用車輛
根據2021-2022年度南區巴士路線計劃，本線現時用車6輛，常用車型有青年JNP6105GR 10.5米單層低地台巴士（18XX）及亞歷山大丹尼士Enviro 400 10.5米（70XX）10.5米雙層低地台巴士。
行走本路線的單層巴士，於本線開辦初期，車身更貼有港鐵宣傳「搭43M往來堅尼地城站轉乘港鐵，每程慳$0.5！」的海藍底色（為港鐵堅尼地城站車站主色）廣告，以宣傳本路線與港鐵的轉乘優惠。

## 行車路線
經：田灣街、田灣山道、田灣山道天橋、田灣海旁道、華貴邨巴士總站、田灣海旁道、香港仔海旁道、石排灣道、華富道、華景街、華康街、域多利道、加多近街、吉席街、士美菲路、科士街、加多近街、堅彌地城新海旁、城西道、干諾道西、嘉安街、德輔道西、堅彌地城海旁、山市街、卑路乍街、域多利道、華翠街、華景街、華富道、石排灣道、田灣山道天橋、田灣海旁道、華貴邨巴士總站、田灣海旁道、田灣山道天橋、石排灣道及田灣街。

### 沿線車站
| 1                | 田灣邨                         | 田灣邨公共運輸交匯處 |
| 2                | 耀中幼教學院                   | 田灣山道             |
| 3                | 興偉中心                       | 田灣海旁道           |
| 4                | 牛奶公司冰廠及冷房             | 田灣海旁道           |
| 5                | 華貴邨                         | 華貴邨巴士總站       |
| 6                | 牛奶公司冰廠及冷房             | 田灣海旁道           |
| 7                | 華富邨華樂樓                   | 華富道               |
| 8                | 華富商場                       | 華富道               |
| 9                | 華富邨華清樓                   | 華富道               |
| 10               | 培英中學                       | 華富道               |
| 11               | 華富（北）                     | 華景街               |
| 12               | 華翠街                         | 域多利道             |
| 13               | 域多利道分區電力站             | 域多利道             |
| 14               | 域多利道休憩處                 | 域多利道             |
| 15               | 上碧瑤灣                       | 域多利道             |
| 16               | 下碧瑤灣                       | 域多利道             |
| 17               | 香港大學李嘉誠醫學院           | 域多利道             |
| 18               | 沙宣道                         | 域多利道             |
| 19               | 碧荔道                         | 域多利道             |
| 20               | 美景臺                         | 域多利道             |
| 21               | 香港華人基督教聯會薄扶林道墳場 | 域多利道             |
| 22               | 大口環道                       | 域多利道             |
| 23               | 西島中學                       | 域多利道             |
| 24               | 碧苑                           | 域多利道             |
| 25               | 摩星嶺徑                       | 域多利道             |
| 26               | 明愛賽馬會宿舍                 | 域多利道             |
| 27               | 港島西廢物轉運站               | 域多利道             |
| 28               | 西寧街                         | 域多利道             |
| 29               | 西市街                         | 域多利道             |
| 30               | 爹核士街                       | 吉席街               |
| 31               | 堅尼地城站                     | 科士街               |
| 32               | 加多近街                       | 加多近街             |
| 城西道、干諾道西 |                                |                      |
| 33               | 山道                           | 德輔道西             |
| 34               | 中遠酒店                       | 堅彌地城海旁         |
| 35               | 山市街                         | 堅彌地城海旁         |
| 36               | 北街                           | 卑路乍街             |
| 37               | 聯邦新樓                       | 卑路乍街             |
| 38               | 加惠民道                       | 域多利道             |
| 39               | 西寧閣                         | 域多利道             |
| 40               | 港島西廢物轉運站               | 域多利道             |
| 41               | 明愛賽馬會宿舍                 | 域多利道             |
| 42               | 摩星嶺徑                       | 域多利道             |
| 43               | 摩星嶺道                       | 域多利道             |
| 44               | 趙苑                           | 域多利道             |
| 45               | 碧海閣                         | 域多利道             |
| 46               | 西島中學                       | 域多利道             |
| 47               | 香港華人基督教聯會薄扶林道墳場 | 域多利道             |
| 48               | 美景臺                         | 域多利道             |
| 49               | 沙灣徑                         | 域多利道             |
| 50               | 沙宣道                         | 域多利道             |
| 51               | 香港大學李嘉誠醫學院           | 域多利道             |
| 52               | 下碧瑤灣                       | 域多利道             |
| 53               | 上碧瑤灣                       | 域多利道             |
| 54               | 域多利道分區電力站             | 域多利道             |
| 55               | 華翠街                         | 華翠街               |
| 56               | 華富邨華生樓                   | 華富道               |
| 57               | 華富邨華泰樓                   | 華富道               |
| 58               | 華富邨華安樓                   | 華富道               |
| 59               | 興偉中心                       | 田灣海旁道           |
| 60               | 牛奶公司冰廠及冷房             | 田灣海旁道           |
| 61               | 華貴邨                         | 華貴邨巴士總站       |
| 62               | 牛奶公司冰廠及冷房             | 田灣海旁道           |
| 63               | 明愛張奧偉國際賓館             | 田灣街               |
| 64               | 田灣邨                         | 田灣邨公共運輸交匯處 |